# Couratari asterophora
Couratari asterophora (nome popular: embirema) é uma espécie de planta lenhosa da família Lecythidaceae.
Apenas pode ser encontrada no Brasil (endêmica), nas florestas ombrófilas da Mata Atlântica dos estados da Bahia e no Espírito Santo.
Esta espécie está ameaçada por perda de habitat.